# طواف قطر للسيدات 2015
طواف قطر للنساء 2015 (بالإنجليزية: 2015 Ladies Tour of Qatar)‏ هو سباق دراجات هوائية أقيم بتاريخ 3–6 فبراير، تكون السباق من 4 مراحل، استغرق السباق 9 ساعة 59 دقيقة 25 ثانية.